# Aspkvistgnagare
Aspkvistgnagare (Xyletinus fibyensis) är en skalbaggsart som beskrevs av Lundblad 1949. Aspkvistgnagare ingår i släktet Xyletinus, och familjen trägnagare. Arten är reproducerande i Sverige.